# Talsperre Větřkovice
Die Talsperre Větřkovice (tschechisch: Vodní nádrž Větřkovice oder auch: Přehrada Větřkovice ) ist eine Brauchwassertalsperre in Tschechien. Sie liegt vier Kilometer nordöstlich von Kopřivnice in der Gemarkung Větřkovice u Lubiny. Gestautes Gewässer sind der Svěcený potok und der Zadní potok.

## Lage
Die Talsperre befindet sich am Fuße der Palkovické hůrky in der Příborská pahorkatina (Freiberger Hügelland). Östlich erhebt sich die Větřkovická hůrka (447 m n.m.), im Südosten die Velová (390 m n.m.).
Umliegende Orte sind Hájov im Norden, Horní Sklenov im Nordosten, Mniší und Vlčovice im Süden sowie Větřkovice im Westen.

## Geschichte
Die Talsperre wurde in den Jahren 1973–1975 als Brauchwasserspeicher für die Tatrawerke Kopřivnice errichtet und ersetzte das Pumpwerk an der Mlýnská struha in Drnholec. Am 21. November 1975 erfolgte nach 28-monatiger Bauzeit die feierliche Übergabe des Dammes. Die Baukosten betrugen 25 Mio. Kčs.
Durch den lang andauernden Niederschlagsmangel sank der Wasserspiegel des Stausees in den 2010er Jahren stark, so dass kostspielige Wasserzufüllungen aus der Lubina erforderlich wurden. Anfang 2016 wurde der Stausee durch den Eigentümer Tatra Trucks aus fischereirechtlichen Gründen vom Wasserlauf zum Teich umgewidmet. Im Sommer 2019 wurde ein neues Buffetgebäude mit Toilettenanlagen eröffnet.

## Nutzung
Der Stausee mit seinen grasbewachsenen Ufern dient primär als Wasserreservoir der Tatra Trucks und des Industriegebiets Kopřivnice sowie außerdem als Naturbad und Angelgewässer. In den Sommermonaten besteht ein Boots- und Tretbootverleih. Am Damm besteht ein Saisonrestaurant und ein Spielplatz.